# Eleições legislativas de 2019 em Faro

## Resultados Oficiais
| Partido                 | Partido                              | Votos  | %               | +/-   |
| ----------------------- | ------------------------------------ | ------ | --------------- | ----- |
|                         | Partido Socialista                   | 10 157 | 35,53 / 100,00  | 1,51  |
|                         | Partido Social Democrata             | 6 815  | 23,84 / 100,00  | -     |
|                         | Bloco de Esquerda                    | 3 732  | 13,05 / 100,00  | 0,48  |
|                         | CDU - Coligação Democrática Unitária | 2 049  | 7,17 / 100,00   | 1,71  |
|                         | Pessoas–Animais–Natureza             | 1 444  | 5,05 / 100,00   | 3,00  |
|                         | CDS – Partido Popular                | 1 021  | 3,57 / 100,00   | -     |
|                         | CHEGA!                               | 544    | 1,90 / 100,00   | Novo  |
|                         | Iniciativa Liberal                   | 291    | 1,02 / 100,00   | Novo  |
|                         | Outros (com menos de 1,00%)          | 1 356  | 4,73 / 100,00   |       |
| Votos Inválidos         | Votos Inválidos                      | 1 188  | 4,12 / 100,00   | 0,73  |
| Total                   | Total                                | 28 587 | 100,00 / 100,00 |       |
| Eleitorado/Participação | Eleitorado/Participação              | 56 582 | 50,52 / 100,00  | 4,44  |
| Fonte                   | Fonte                                | [ 1 ]  | [ 1 ]           | [ 1 ] |

## Resultados por Freguesia
Os resultados seguintes referem-se aos partidos que obtiveram mais de 1,00% dos votos:
| Freguesia             | %     | %     | %     | %     | %    | %    | %    | %    | Votantes |
| Freguesia             | PS    | PSD   | BE    | CDU   | PAN  | CDS  | CH   | IL   | Votantes |
| --------------------- | ----- | ----- | ----- | ----- | ---- | ---- | ---- | ---- | -------- |
| Conceição e Estoi     | 38,89 | 22,20 | 11,30 | 7,10  | 3,86 | 4,05 | 1,81 | 1,06 | 3 211    |
| Faro (Sé e São Pedro) | 35,45 | 23,79 | 13,45 | 7,13  | 5,09 | 3,37 | 1,92 | 1,07 | 20 060   |
| Montenegro            | 33,25 | 26,74 | 12,74 | 5,35  | 6,10 | 4,26 | 2,01 | 1,01 | 3 871    |
| Santa Bárbara de Nexe | 35,09 | 20,42 | 12,25 | 12,66 | 4,29 | 3,46 | 1,59 | 0,28 | 1 445    |
| Faro                  | 35,53 | 23,84 | 13,05 | 7,17  | 5,05 | 3,57 | 1,90 | 1,02 | 28 587   |

#### Conceição e Estoi
| Partido                 | Partido                              | Votos | %               | +/-  |
| ----------------------- | ------------------------------------ | ----- | --------------- | ---- |
|                         | Partido Socialista                   | 1 252 | 38,99 / 100,00  | 6,38 |
|                         | Partido Social Democrata             | 713   | 22,20 / 100,00  | -    |
|                         | Bloco de Esquerda                    | 363   | 11,30 / 100,00  | 2,99 |
|                         | CDU - Coligação Democrática Unitária | 228   | 7,10 / 100,00   | 1,37 |
|                         | CDS – Partido Popular                | 130   | 4,05 / 100,00   | -    |
|                         | Pessoas–Animais–Natureza             | 124   | 3,86 / 100,00   | 2,14 |
|                         | CHEGA!                               | 58    | 1,81 / 100,00   | Novo |
|                         | Iniciativa Liberal                   | 34    | 1,06 / 100,00   | Novo |
|                         | Outros (com menos de 1,00%)          | 165   | 5,15 / 100,00   |      |
| Votos Inválidos         | Votos Inválidos                      | 144   | 4,49 / 100,00   | 0,48 |
| Total                   | Total                                | 3 211 | 100,00 / 100,00 |      |
| Eleitorado/Participação | Eleitorado/Participação              | 6 755 | 47,54 / 100,00  | 5,60 |

#### Faro (Sé e São Pedro)
| Partido                 | Partido                              | Votos  | %               | +/-  |
| ----------------------- | ------------------------------------ | ------ | --------------- | ---- |
|                         | Partido Socialista                   | 7 111  | 35,45 / 100,00  | 0,11 |
|                         | Partido Social Democrata             | 4 772  | 23,79 / 100,00  | -    |
|                         | Bloco de Esquerda                    | 2 699  | 13,45 / 100,00  | 0,33 |
|                         | CDU - Coligação Democrática Unitária | 1 431  | 7,13 / 100,00   | 1,56 |
|                         | Pessoas–Animais–Natureza             | 1 022  | 5,09 / 100,00   | 2,99 |
|                         | CDS – Partido Popular                | 676    | 3,37 / 100,00   | -    |
|                         | CHEGA!                               | 385    | 1,92 / 100,00   | Novo |
|                         | Iniciativa Liberal                   | 214    | 1,07 / 100,00   | Novo |
|                         | Outros (com menos de 1,00%)          | 940    | 4,67 / 100,00   |      |
| Votos Inválidos         | Votos Inválidos                      | 810    | 4,04 / 100,00   | 0,92 |
| Total                   | Total                                | 20 060 | 100,00 / 100,00 |      |
| Eleitorado/Participação | Eleitorado/Participação              | 39 761 | 50,45 / 100,00  | 4,32 |

#### Montenegro
| Partido                 | Partido                              | Votos | %               | +/-  |
| ----------------------- | ------------------------------------ | ----- | --------------- | ---- |
|                         | Partido Socialista                   | 1 287 | 33,25 / 100,00  | 3,61 |
|                         | Partido Social Democrata             | 1 035 | 26,74 / 100,00  | -    |
|                         | Bloco de Esquerda                    | 493   | 12,74 / 100,00  | 0,49 |
|                         | Pessoas–Animais–Natureza             | 236   | 6,10 / 100,00   | 3,65 |
|                         | CDU - Coligação Democrática Unitária | 207   | 5,35 / 100,00   | 1,76 |
|                         | CDS – Partido Popular                | 165   | 4,26 / 100,00   | -    |
|                         | CHEGA!                               | 78    | 2,01 / 100,00   | Novo |
|                         | Iniciativa Liberal                   | 39    | 1,01 / 100,00   | Novo |
|                         | Outros (com menos de 1,00%)          | 175   | 4,51 / 100,00   |      |
| Votos Inválidos         | Votos Inválidos                      | 156   | 4,03 / 100,00   | 0,02 |
| Total                   | Total                                | 3 871 | 100,00 / 100,00 |      |
| Eleitorado/Participação | Eleitorado/Participação              | 7 066 | 54,78 / 100,00  | 3,43 |

#### Santa Bárbara de Nexe
| Partido                 | Partido                                         | Votos | %               | +/-  |
| ----------------------- | ----------------------------------------------- | ----- | --------------- | ---- |
|                         | Partido Socialista                              | 507   | 35,09 / 100,00  | 4,90 |
|                         | Partido Social Democrata                        | 295   | 20,42 / 100,00  | -    |
|                         | CDU - Coligação Democrática Unitária            | 183   | 12,66 / 100,00  | 3,96 |
|                         | Bloco de Esquerda                               | 177   | 12,25 / 100,00  | 3,07 |
|                         | Pessoas–Animais–Natureza                        | 62    | 4,29 / 100,00   | 3,11 |
|                         | CDS – Partido Popular                           | 50    | 3,46 / 100,00   | -    |
|                         | CHEGA!                                          | 23    | 1,59 / 100,00   | Novo |
|                         | Partido Comunista dos Trabalhadores Portugueses | 19    | 1,31 / 100,00   | 1,17 |
|                         | Outros (com menos de 1,00%)                     | 61    | 4,22 / 100,00   |      |
| Votos Inválidos         | Votos Inválidos                                 | 68    | 4,71 / 100,00   | 0,68 |
| Total                   | Total                                           | 1 445 | 100,00 / 100,00 |      |
| Eleitorado/Participação | Eleitorado/Participação                         | 3 000 | 48,17 / 100,00  | 6,05 |